# Cas Bączkowski contra Polònia
El cas Bączkowski contra Polònia és un cas presentat davant el Tribunal Europeu de Drets Humans per la prohibició de la marxa de l'orgull gai de 2005 a Varsòvia, coneguda localment com a Parada Równości (Marxa de la Igualtat), en el veredicte de la qual es va dictaminar per unanimitat que s'havien violat els articles 11, 13 i 14 de la Convenció Europea de Drets Humans. La seva sentència del 3 de maig de 2007 va ser la primera a determinar que la prohibició de les marxes LGBT anava en contra la llibertat del dret de reunió i associació.

## Antecedents
En 2005 l'alcalde de Varsòvia Lech Kaczyński (que posteriorment seria president de Polònia) va rebutjar autoritzar la marxa de l'orgull gai que pretenia recórrer la ciutat, adduint que els organitzadors no havien presentat un pla alternatiu per al trànsit, que la marxa fomentaria l'"estil de vida homosexual" a Varsòvia i que ell estava en contra de la "propagació de l'orientació gai". Malgrat la prohibició l'11 de juny de 2005, aproximadament 2.500 persones van marxar per la ciutat desafiant al veto.
El dia anterior a la data prevista per a la marxa, el 10 de juny de 2005, els organitzadors van apel·lar al governador del Voivodat de Masòvia, argumentant que la decisió de l'ajuntament violava el seu dret de reunió. El governador va determinar que el requeriment de l'ajuntament d'un pla de tràfic havia estat il·legal i que la marxa es restringia de manera il·lícita. L'apel·lació a les altres instàncies administratives es van interrompre considerant que la marxa havia tingut lloc l'11 de juny 2005.
El 16 de desembre de 2005 els organitzadors de la manifestació, liderats per Tomasz Bączkowski, van iniciar una denúncia davant el Tribunal Europeu de Drets Humans contra la República de Polònia, al·legant que s'havien violat el seu dret de reunió i que se'ls havia tractat de manera discriminatòria, ja que el mateix 11 de juny s'havien autoritzat altres manifestacions. El tribunal va acceptar el cas el 5 de desembre de 2006.

## Sentència
El Tribunal Europeu de Drets Humans va dictaminar que, fins i tot havent tingut lloc la marxa, el fet de la prohibició per part de les autoritats municipals representava una violació de la llibertat de reunió protegit per l'article 11 de la Convenció Europea de Drets Humans. A més va sentenciar que:
| « | L'obligació positiva de l'estat d'assegurar genuïna i efectivament el respecte a la llibertat d'associació i reunió és de particular importància per a aquells amb opinions impopulars o que pertanyin a minories, perquè són més vulnerables al tracte discriminatori. | » |

El tribunal també va afirmar que Polònia havia violat l'article 14 de la convenció, que protegeix contra la discriminació, per haver autoritzat altres marxes el mateix dia a les quals no se'ls va exigir els mateixos requisits que a la marxa de l'orgull gai que havien prohibit.
El tribunal també va determinar que s'havia violat l'article 13 de la convenció, que regula l'apel·lació efectiva, ja que els organitzadors no van disposar de cap procediment legal que els permetés apel·lar la prohibició abans de la data en la qual s'anava a realitzar la marxa.

## Reaccions
La sentència va ser acollida per les associacions de drets LGBT com una fita històrica en establir el dret de reunió del col·lectiu LGTB. Segons Robert Biedroń, el líder de Campanya contra l'Homofòbia, una organització pro-drets LGBT polonesa, la sentència representa un «pas molt important cap a la igualtat per als gais i les lesbianes a Polònia... i també en molts altres països d'Europa central i oriental.»

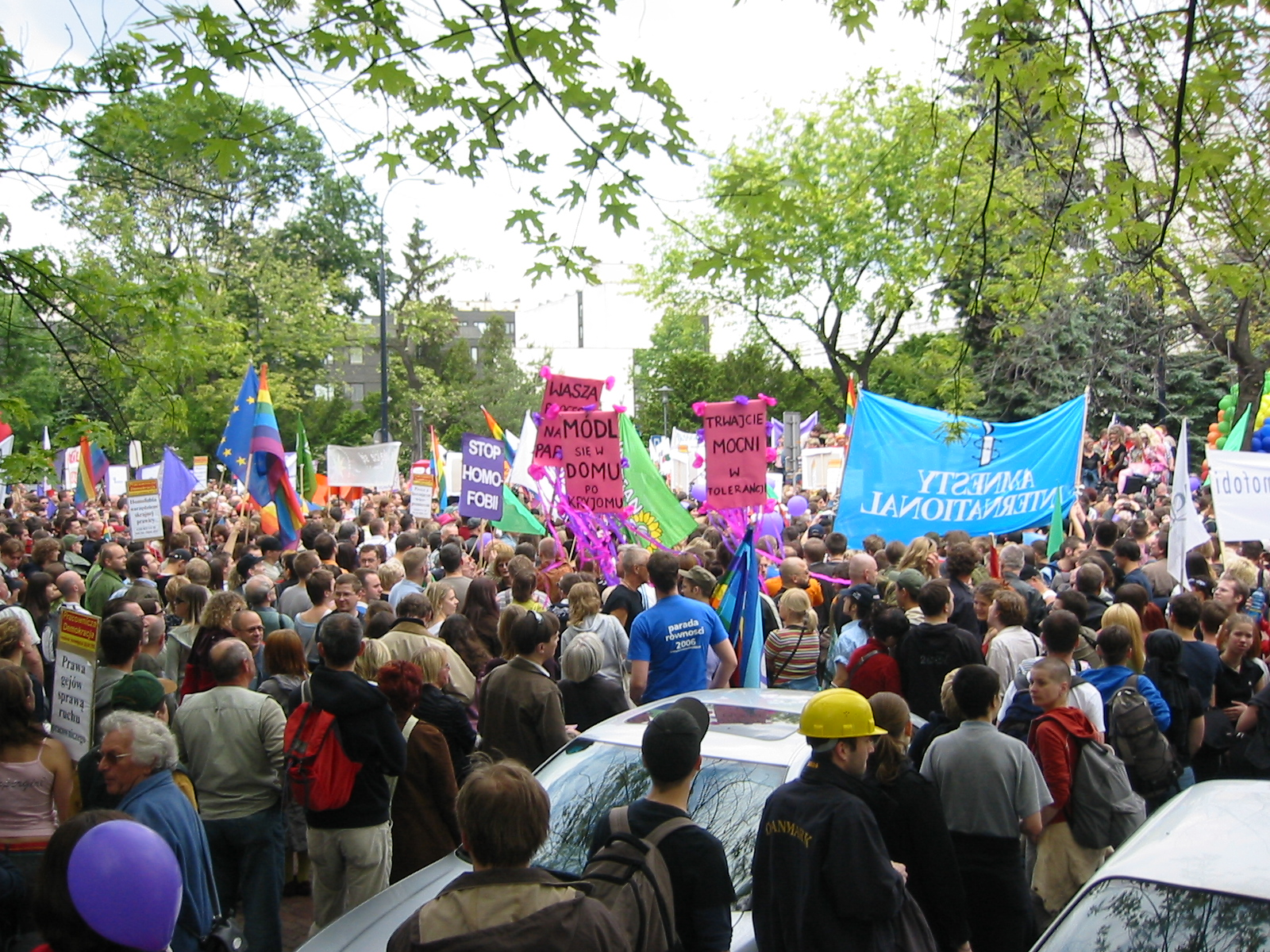
Parada Równości de 2006.

Michael Cashman, el president de la comissió de drets de gais i lesbianes del Parlament Europeu, va afirmar:
| « | Estic extremadament complagut per la sentència. És una reivindicació de tot el que havíem dit sobre les accions del govern de Polònia contra les llibertats fonamentals dels homes i dones LGBT polonesos. | » |

Sarah Ludford, una europarlamentària liberal demòcrata del Regne Unit, va declarar que "aquesta sentència és extremadament important ja que és la primera vegada que la Cort Europea de Drets Humans ha determinat específicament sobre la qüestió de prohibir marxes d'igualtat i orgull gai. La seva clarificació que la llibertat de reunió s'aplica completament a aquests esdeveniments és, encara que totalment esperada, no obstant això benvinguda".
No va haver-hi cap reacció oficial de les autoritats poloneses. Encara que el secretari d'estat, Maciej Łopiński, va afirmar que «el president [Lech Kaczynski] emprendria accions més endavant.» Algunes fonts van afirmar que el president de Polònia apel·laria el veredicte, però va morir en un accident d'aviació en 2010 sense haver-lo fet.